# Fred Dayton Lambert
Pour les articles homonymes, voir Lambert.
Fred Dayton Lambert est un botaniste américain, né le 28 octobre 1871 à Muscatine (Indiana) et mort le 21 février 1931.

## Biographie
Il est le fils de Daniel Meader et d’Ellen née Scudder. Il obtient un Bachelor of philosophy au Tufts College (Massachusetts) en 1894 puis un Master of Arts et un Ph. D. en 1897. De 1896 à 1897, il est assistant de biologie au Tufts College puis enseignant d’histoire naturelle à partir de 1897. Il se marie avec Mary Anna Ingalis le 6 juin 1903, union dont il a une fille. Il devient professeur de biologie en 1904.
Il reprend ses études à l’université de Fribourg-en-Brisgau en 1910-1911. En 1913, il devient professeur de botanique à l’Edward Little High School d’Auburn dans le Maine.